# Монталамбер, Шарль де
Граф Шарль Форб де Монталамбер (фр. Charles Forbes René, comte de Montalembert; 15 апреля 1810[…], Лондон — 13 марта 1870[…], Париж) — французский писатель, оратор и политический деятель, член Французской академии.
Во время июльской монархии — в палате пэров, а после революции 1848 года — в учредительном и законодательном собраниях он был главой воинствующей католической партии во Франции.
Сначала он находился под сильным влиянием демократического католицизма Ламеннэ и принимал близкое участие в журнале последнего «L’avenir»; но выражение решительного неудовольствия со стороны Папы, толкнувшее Ламеннэ на революционную дорогу, на Монталамбера подействовало в обратном направлении: он вернулся к строго католическим воззрениям, которые и проводил всю свою жизнь или по крайней мере до 1869 года.
К политическим формам он был сравнительно равнодушен или, правильнее сказать, умел приспособляться к ним: сначала сторонник Июльской монархии, он легко примирился с республикой 1848 года, потом с империей Наполеона III; с последним, впрочем, он скоро разошелся и стал в законодательном корпусе во главе клерикальной оппозиции, пока в 1857 году не потерпел неудачи на выборах, произведенных под сильным правительственным давлением.
В 1869 году, незадолго до смерти, он совместно с Пер Гиацинтом решительно высказался против папской непогрешимости, чем вызвал сильное неудовольствие Папы. Из его многочисленных сочинений наиболее замечательны: «Histoire de sainte Elisabeth de Hongrie» (Париж, 1836) и «Les Moines d’Occident» (Париж, 1860—61; 5-е изд. 1874—77).
Ещё при его жизни вышло в свет собрание его сочинений (Париж, 1861—68); после смерти появились «Lettres à un ami de collège, 1827—30» (Париж, 1873).